# Horismenus floridanus
Horismenus floridanus är en stekelart som först beskrevs av William Harris Ashmead 1888.  Horismenus floridanus ingår i släktet Horismenus och familjen finglanssteklar. Inga underarter finns listade i Catalogue of Life.